# Turdus ignobilis
Turdus ignobilis е вид птица от семейство Turdidae.

## Разпространение
Видът е разпространен в Боливия, Бразилия, Венецуела, Гвиана, Еквадор, Колумбия, Перу и Суринам.